# Kim Him-chan
Dans ce nom coréen, le nom de famille, Kim, précède le nom personnel.
Kim Him-chan (coréen: 김힘찬; né le 19 avril 1990) communément appelé Himchan (coréen: 힘찬), est un chanteur, rappeur et danseur sud-coréen mieux connu pour faire partie du boys band sud-coréen B.A.P.

## Affaire d'agression sexuelle
En 2021, Himchan est condamné à 10 mois de prison avec sursis pour une agression commise en 2018.

## Filmographie

### Films
| Année | Titre    | Rôle  | Note                        |
| ----- | -------- | ----- | --------------------------- |
| 2011  | Mr. Idol | Caméo | Lui-même avec Bang Yong-guk |

### Apparitions dans des clips vidéos
| Année | Clip vidéo                           | Artiste                      |  |
| ----- | ------------------------------------ | ---------------------------- |  |
| 2010  | "Finally In It's Place (결국제자리)" | Jeong Seoul Gi               |  |
| 2011  | "Going Crazy"                        | Song Jieun ft. Bang Yong Guk |  |
| 2011  | "Shy Boy"                            | Secret                       |  |
| 2011  | "Starlight Moonlight"                | Secret                       |  |
| 2011  | "Never Give Up"                      | Bang & Zelo                  |  |

### Émissions musicales
| Année | Chaîne    | Titre          | Rôle         | Note                                             |
| ----- | --------- | -------------- | ------------ | ------------------------------------------------ |
| 2011  | SBS MTV   | MTV The Show   | Présentateur |                                                  |
| 2012  | Mnet      | M! Countdown   | Hôte invité  | Avec B.A.P, RT M! Countdown (23-02-2012)         |
| 2012  | Mnet      | MNET Wide News | Hôte invité  | Avec Young-jae (B.A.P) (13-09-2012) (27-09-2012) |
| 2013  | MBC Music | Show Champion  | Hôte invité  | Avec Young-jae, RT Show Champion (04-09-2013)    |

### Sources
- (en) Cet article est partiellement ou en totalité issu de l’article de Wikipédia en anglais intitulé « Kim Him-chan » (voir la liste des auteurs).